# Lavapiés
Lavapiés est un quartier de Madrid en Espagne.

## Origines
À l'origine, Lavapiés était le quartier juif de Madrid. De nos jours, l'Église de San Lorenzo occupe l'emplacement où se situait la synagogue du quartier. On y accédait depuis la Plaza de Lavapiés par la rue qui s'appelle aujourd'hui calle de la Fe (littéralement Rue de la Foi), autrefois calle de la Sinagoga. 
On reconstruisit le quartier à partir de 1391 en lui adjoignant, sur ordre des Rois catholiques, une muraille dont les portes se fermaient à la tombée de la nuit, au motif, selon les historiens, de protéger ses habitants plutôt que de les isoler. La même année, la communauté juive fut victime d'un pogrom ; les exactions les plus importantes eurent lieu dans les actuelles rues de la Fe, Salitre, Ave María, Sombrerete et Jesús y María.
De nombreuses familles juives continuèrent à vivre dans le quartier de Lavapiés jusqu'à l'expulsion de tous les juifs d'Espagne en 1492 (année de la fin de la Reconquête). Seuls certains notables juifs furent autorisés à vivre en dehors de Lavapiés, notamment des médecins afin de pouvoir assister leurs malades pendant la nuit. À ces exceptions près, l'expulsion décrétée par les Rois catholiques vida Lavapiés et Madrid de sa population d'origine juive. Bien plus tard, on assistera au retour d'une population juive en provenance de Lisbonne, d'Égypte, de Tunisie et d'autres pays d'Afrique.
Près de la calle del Salitre, on a découvert les vestiges de ce qui pourrait être un cimetière hebraïque antérieur à l'expulsion de 1492.

## Origine du motLavapiés
L'origine du nom de Lavapiés pourrait être liée à l'existence d'une fontaine qui se situait sur la place et où s'effectuaient les ablutions, la purification rituelle des extrémités inférieures avant l'entrée au temple (de -lava : lave, et - piés : pieds).  En tous les cas, l'existence d'une fontaine importante sur la place est attestée jusqu'au XIXe siècle. Lavapiés est bien le nom original du quartier : l'ancienne dénomination El Avapiés est en fait une correction abusive de Lavapiés, qui lui est antérieur.

## Tradition
Les surnoms Manolo y Manola que l'on donne aux castizos madrilènes (personnages typiques du folklore madrilène) proviennent de Lavapiés et l'on imagine que cette coutume tire son origine de la prolifération des prénoms Manuel et Manuela avec lesquels on baptisa de nombreux juifs afin de leur permettre d'échapper à l'expulsion de 1492. C'est de cette même époque que date le mouvement de christianisation des vieilles rues maures, dont le nom changea afin d'exalter la ferveur religieuse de façon outrancière (calle Ave María, de la Fe, Amor de Dios, etc.). Traditionnellement, les manolos sont les rivaux des chulapos et chulapas originaires, eux, du quartier de Malasaña situé un peu plus vers le nord. De nos jours, on emploie les deux termes de manière indistincte pour désigner les habitants arborant, de temps à autre, le costume traditionnel madrilène.

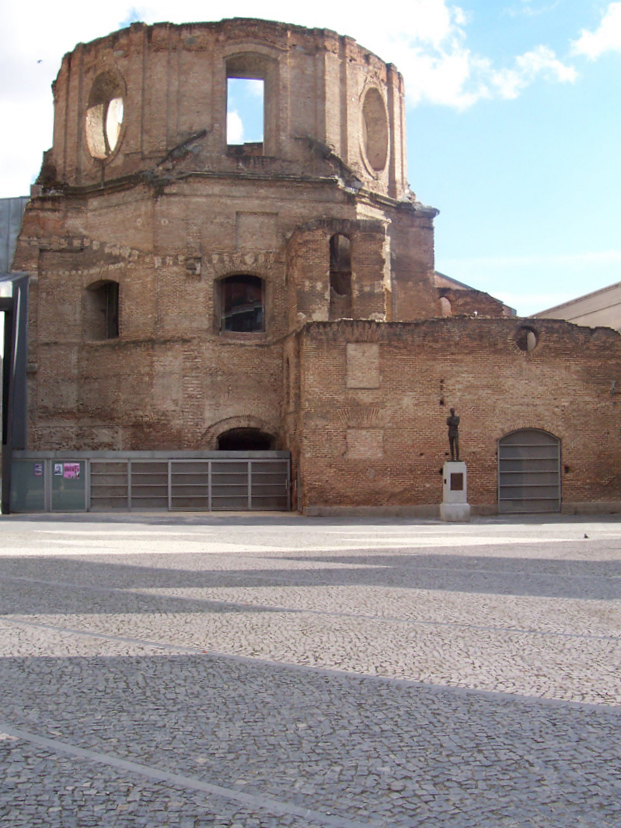
Escuelas Pías

## L'abandon d'après guerre

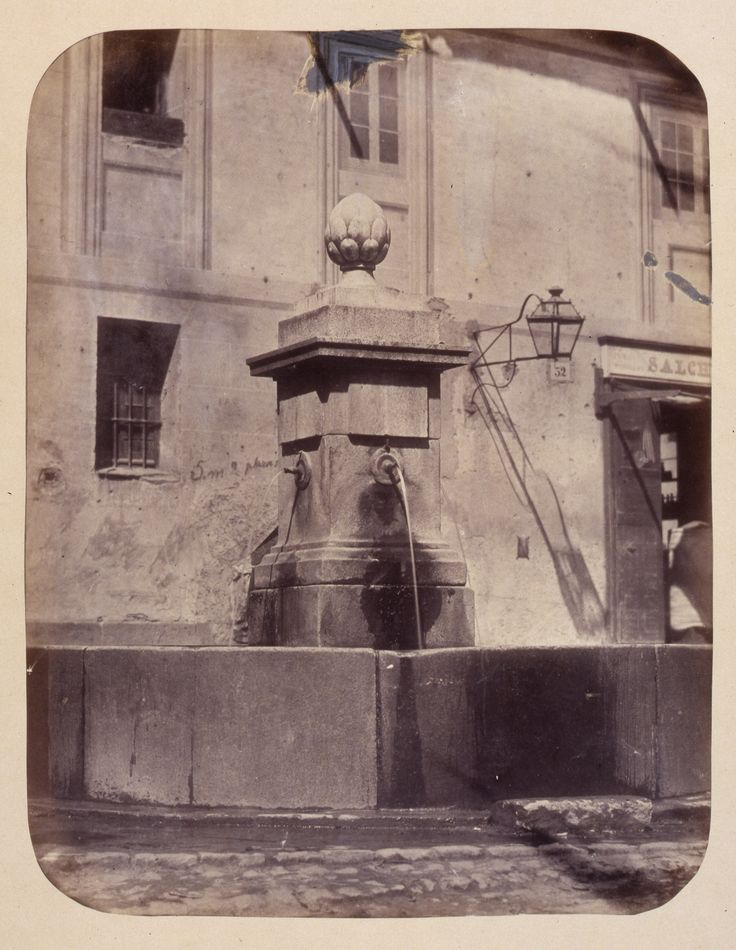
Fontaine plaza de Cabestreros. Photo Alfonso Begué

Déjà à l'époque juive, le quartier de Lavapiés était considéré un faubourg et ce statut à part s'est maintenu au fil des années jusqu'à une époque récente. Il suffit, pour se faire une idée de la manière dont il a été négligé, de mentionner qu'on y trouve le seul monument public madrilène faisant mention de la Seconde République espagnole alors qu'elles furent systématiquement détruites durant les quarante ans de dictature franquiste : il s'agit d'une inscription portée sur la fontaine de la petite plaza de Cabestreros. 
De même, les ruines de l'ancien couvent et collège des Piaristes situé sur la place de Agustín Lara furent laissées à l'abandon le plus complet jusqu'à il y quelques années : ce bâtiment, comme d'autres édifices religieux de Madrid, fut incendié par des partisans de la CNT au lendemain du déclenchement de la guerre civile espagnole, le 19 juillet 1936, après avoir essuyé les tirs que phalangistes et sacerdotes, favorables au coup d'Etat, destinaient à la population qui passait dans les rues adjacentes. Cependant, contrairement à tous les autres édifices, il demeura dans l'état où l'incendie l'avait laissé jusqu'en 2002, où il fut réhabilité pour accueillir une bibliothèque.

## Transformation
À la fin des années 1980, Lavapiés était un quartier dans lequel vivaient exclusivement des personnes âgées qui habitaient de vieilles maisons de dimensions modestes construites autour d'une cour. C'est pour cette raison que l'on a pu parler de bidonville (chabola) vertical. L'abondance de bâtiments abandonnés et de logements à faible loyer attira à cette époque puis dans les années 1990 une multitude de jeunes gens disposant de peu de ressources, et parmi eux de nombreux adeptes du mouvement squat (ou okupas) : Lavapiés a certainement été la partie de Madrid avec la plus grande densité de logements squattés et de "centres sociaux occupés" ouverts au public dans lesquels eurent lieu les toutes premières expériences d'occupation de la capitale. 
De nos jours, la spéculation immobilière et la répression policière ont quasiment eu raison du mouvement squat, mais le quartier continue à être celui qui possède l'activité associative et politique la plus dynamique, mêlée à une vie de quartier des plus denses.
Dans un second temps, et pour des raisons identiques, on assista à l'arrivée de centaines d'immigrants de provenance diverse (Amérique hispanique, Chine, Afrique du Nord, Afrique noire, sous-continent indien, etc.) : on estime qu'environ 50 % des habitants du quartier n'est pas d'origine espagnole. De fait, certains événements comme le Ramadan ou le nouvel an chinois ont une résonance plus importante dans Lavapiés que, par exemple, les fêtes de Noël.